# Leopold Fuckel
Karl Wilhelm Gottlieb Leopold Fuckel, né le 3 février 1821 à Reichelsheim (Wetterau) et mort le 8 mai 1876 à Vienne, est un mycologue et botaniste allemand qui s'est surtout intéressé aux champignons. Son abréviation d'auteur est Fuckel.

## Biographie
Fuckel travaille comme pharmacien de 1836 à 1852. Plus tard, il vit des revenus d'un vignoble dont il est entré en possession et a pu ainsi se concentrer pleinement sur ses études. 
Il fait des recherches sur les champignons que la deuxième expédition allemande du pôle Nord avait récoltés en 1869 et 1870.  
Il a réuni sur une importante collection de champignons séchés de la région du Rhin, Fungi rhenani exsiccati, dans laquelle il a collecté plusieurs milliers de spécimens, y compris des copies des taxons qu'il a décrits, et les a ensuite remis à l'association d'histoire naturelle de Nassau. Cette collection fait maintenant partie de la collection nationale d'histoire naturelle du musée de Wiesbaden.  
En 1869, Fuckel publie une classification développée par lui dans Fungi perfecti et Fungi imperfecti selon qu'ils présentent une morphologie sexuelle ou asexuée. Le mycologue James Scott considère qu'il s'agit d'une «décision regrettable» et que la mycologie a été renvoyé en arrière d'un siècle.
Fuckel a également inventé le terme de conidium comme un terme utilisé depuis longtemps pour les spores de champignons à multiplication asexuée, aujourd'hui mitospore.

## Quelques taxons décrits
- Genres
  - Aleuria Fuckel (1870)
  - Ciboria (en) Fuckel (1870)
  - Exoascus Fuckel (1870)
  - Otidea Fuckel (1870)
  - Phyllachora (en) (Nitschke (de)) Fuckel (1870)
  - Plectania (en) Fuckel (1870)
  - Sclerotinia Fuckel (1870)

- Espèces 
  - Aleuria aurantia (Pers.) Fuckel (1870)
  - Aleuria rhenana (es) Fuckel (1870)
  - Ciboria caucus (sv) (Rebent.) Fuckel (1870)
  - Exoascus cerasi Fuckel 1870
  - Otidea leporina (en) (Batsch) Fuckel (1870)[2]
  - Plectania coccinea (Scop.) Fuckel 1870
  - Plectania melastoma (sv) (Sowerby) Fuckel 1870
  - Taphrina cerasi Fuckel (1870), id. Sadeb. (de) 1890

## Publications
- Enumeratio fungorum Nassoviae (catalogue des champignons de Nassau), 1860
- Fungi rhenani exsiccati (exsiccati des champignons du Rhin) (de 1863 à 1874)
- Symbolae mycologicae. Beiträge zur Kenntnis der Rheinischen Pilze. Wiesbaden, J. Niedner, 1869-1870
- Symbolae mycologicae, Nachträge (Mykologische Symbole, Nachträge) 3 vol., de 1871 à  1875

L'entomologiste Carl Ludwig Kirschbaum écrivit sa nécrologie dans Jahrbücher des Nassauischen Vereins für Naturkunde 29/30: 432–433.